# Hevia
Hevia, właśc. José Ángel Hevia Velasco (ur. 1967 w Villaviciosa) – hiszpański dudziarz pochodzący z Asturii. W 2001 roku wystąpił w 38. Międzynarodowym Festiwalu Piosenki w Sopocie.

## Dyskografia
- Tierra de nadie (1999)
- The Other Side (Al Otro Lado) (2000)
- Étnico ma non troppo (2003)
- Tierra de Hevia (2005)
- Obsession (2007)
- Lo Mejor De Hevia (2009)